# Mariental (Namíbia)
Mariental város Namíbiában. A Hardap régió székhelye. Windhoek-tól délre található, közúton kb. 200 km-re.

## Története
1911-ben Mariental bekerült a német délnyugat-afrikai vasúti hálózatba.
1946-ban nyerte el a városi rangot.

## Galéria

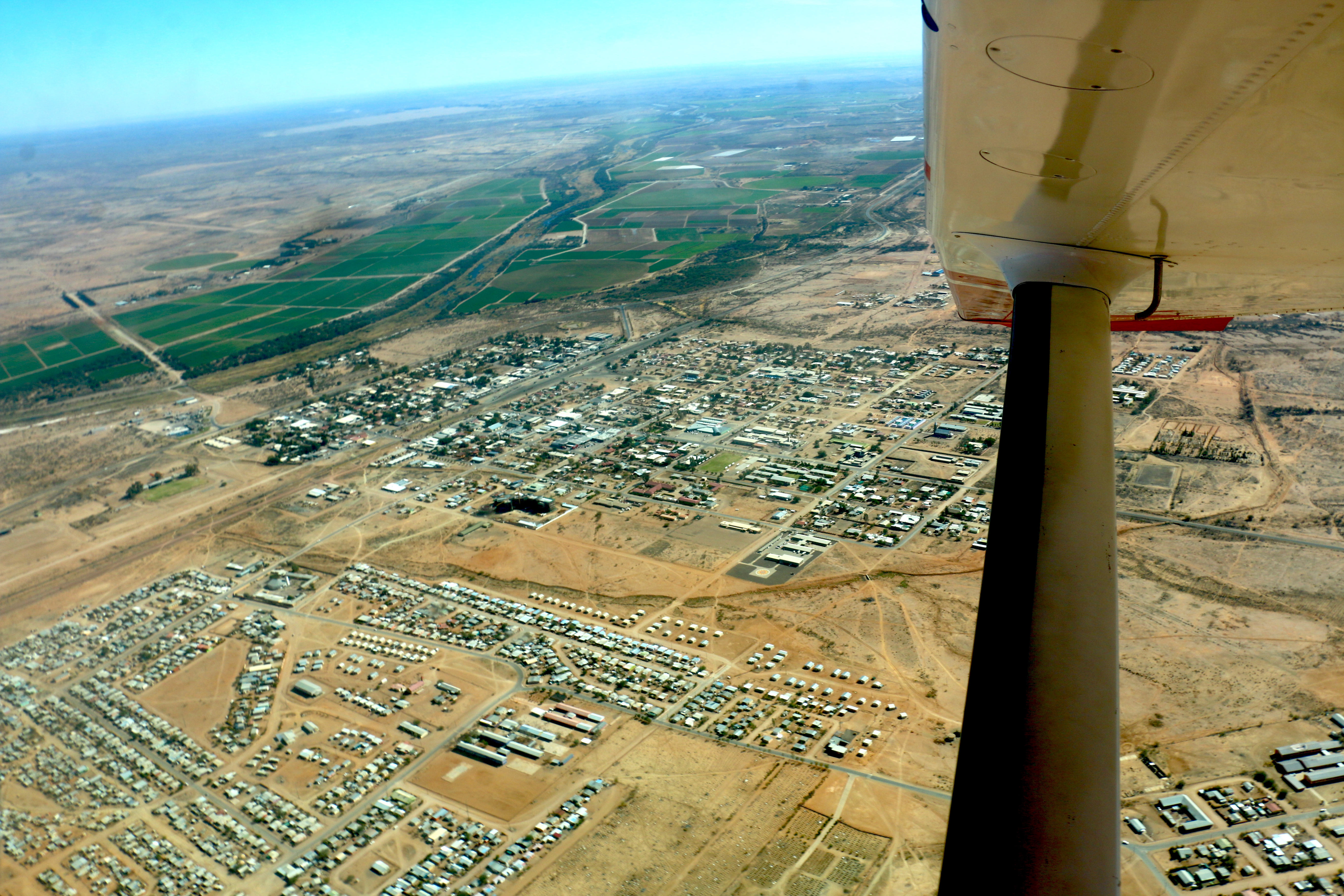
Mariental (2017)
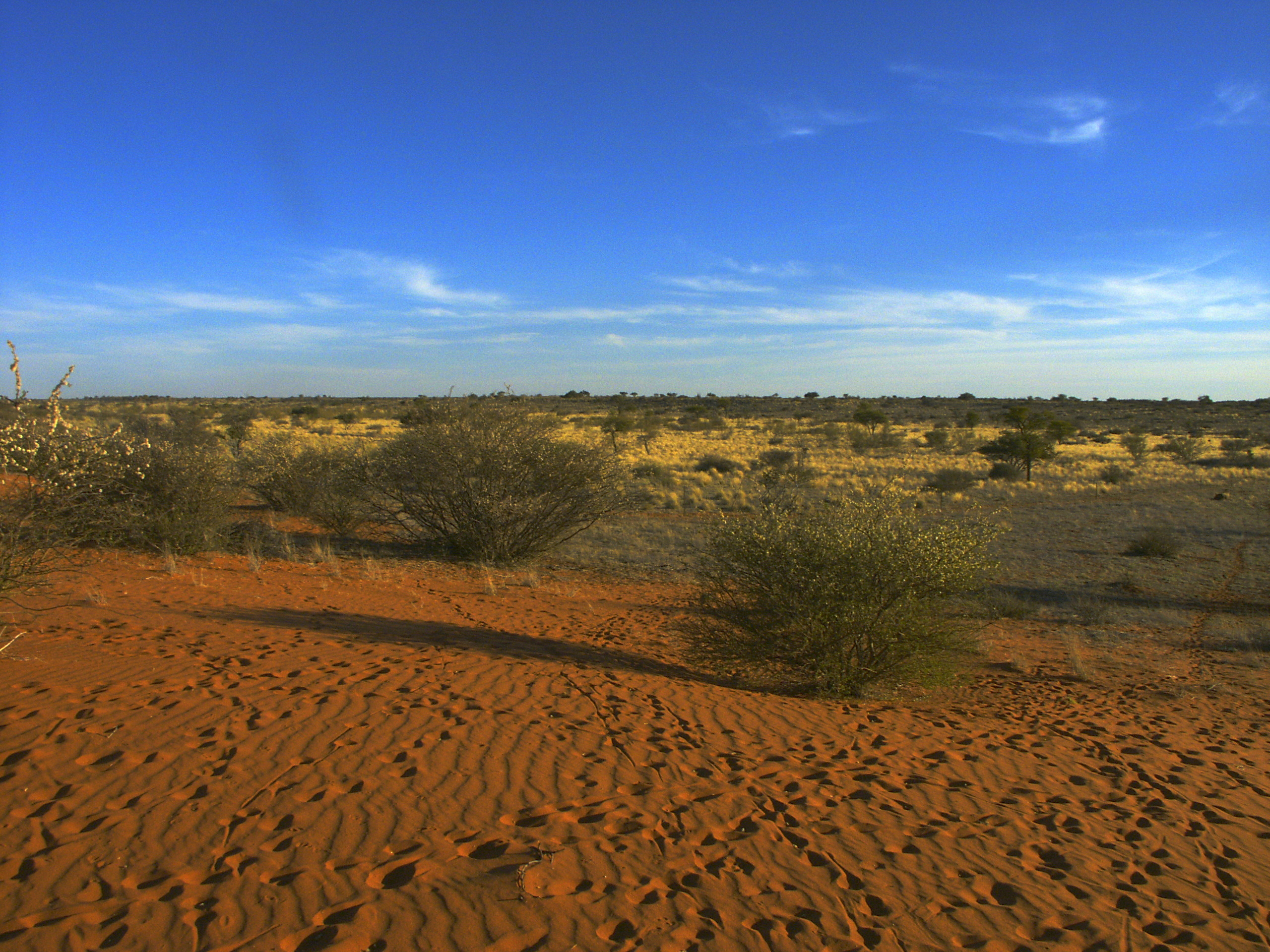
Kalahári sivatag
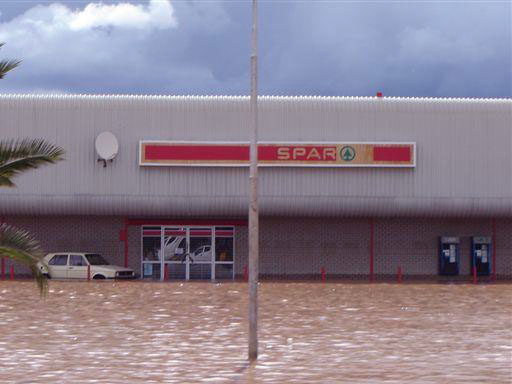
A Spar egyik üzlete Marientalban (2006)